# 陈京 (越南)
陳京（越南语：／，?—?），是越南陳朝開國皇帝陳太宗陳煚的高祖父。陳京原是中国（宋朝）闽人，一說桂林人。陳京移居越南即墨乡（今越南南定省美禄县），開始世代从事渔业。《齊東野語》記載陳京原名謝升卿，殺人后逃亡安南。陳京之孫陈李的女兒嫁給李惠宗，陈氏成为外戚之家。陈李之子陈嗣庆、陈承先后掌握李朝朝政。1226年1月11日，陈承次子陈煚登基，建立陳朝，准尊陈京諡號懿王；到陳英宗時，於興隆二十年（1312年）加庙号穆祖，改稱穆祖皇帝。

## 家族
- 妻：穆慈皇后
- 子：陈翕
- 孫：陳李
- 曾孫：陳承
- 玄孫：陈太宗